# Lucius Aelius Lamia Plautius Aelianus

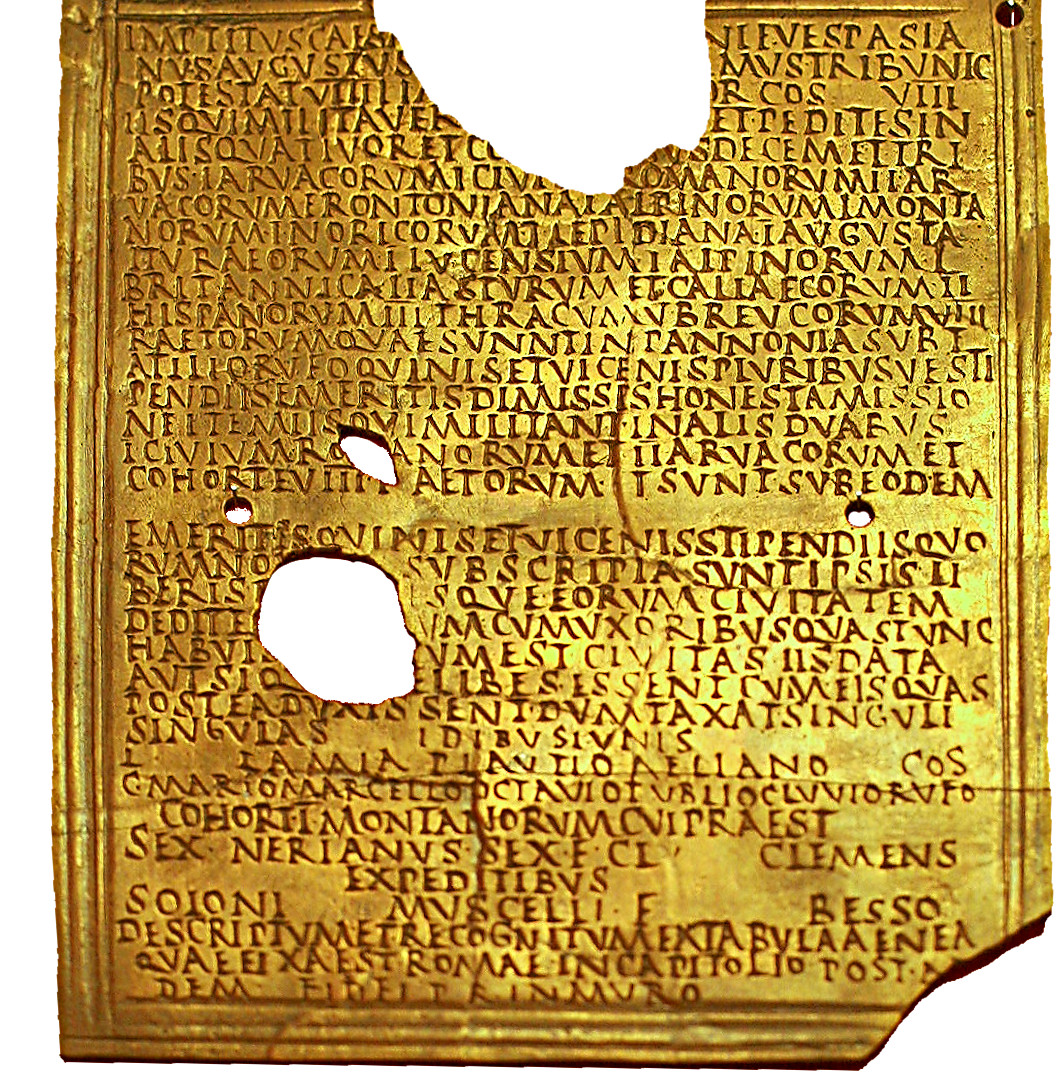
Das Militärdiplom von 80 n. Chr.

Lucius Aelius Lamia Plautius Aelianus (* vielleicht 40 n. Chr.; † zwischen 81 und 96 n. Chr.) war ein römischer Politiker zur Zeit der Kaiser Titus und Domitian und Suffektkonsul im Jahre 80.
Aelius Lamia stammte aus der gens plautia und war wahrscheinlich ein Sohn des Tiberius Plautius Silvanus Aelianus, auf jeden Fall aber eng mit diesem verwandt. Verheiratet war er mit Domitia Longina, von der er eine Tochter namens Plautia (* vor 70) hatte. Plautia heiratete später ihrerseits hochrangige Politiker, Lucius Ceionius Commodus (Konsul 106), Gaius Avidius Niginus (Suffektkonsul 110) und Sextus Vettulenus Civica Cerialis (Konsul 106). Einer ihrer Söhne, Lucius Aelius, wurde von Kaiser Hadrian adoptiert und sollte diesem ursprünglich in der Herrschaft nachfolgen, ein anderer, Lucius Lamia Silvanus, wurde Schwiegersohn des Kaisers Antoninus Pius. Bei Lucius Fundanius Lamia Aelianus (Konsul 116) ist nicht sicher, ob er Sohn oder Enkel des Aelius Lamia war.
Anfang des Jahres 70, als sich der gerade an die Macht gekommene Kaiser Vespasian in Folge des Jüdischen Krieges noch in Ägypten aufhielt, wurde dessen jüngerer Sohn Domitian in Rom auf Lamias Ehefrau Domitia aufmerksam und machte sie zu seiner Mätresse. Später wurde sie auf kaiserlichen Befehl von ihrem Ehemann geschieden, um mit dem „Prinzen“ vermählt werden zu können.
Dennoch erfreute sich Aelius Lamia weiterhin kaiserlicher Gunst, auch noch 79 bis 81, in der Regierungszeit von Vespasians älterem Sohn Titus. So amtierte er im Jahr 80 als Suffektkonsul und hatte dabei mit vermutlich fünfeinhalb Monaten die längste Amtszeit aller Suffektkonsuln der flavischen Zeit: Bereits am 14. Januar dieses Jahres war Lamia im Amt und übte es nachgewiesenermaßen noch am 13. Juni aus. In diesem Zeitraum hatte er drei verschiedene Amtskollegen, Aulus Didius Gallus Fabricius Veiento (belegt für die Zeit zwischen 14. Januar und 11. Februar, wohl in der zweiten Januarhälfte und im Februar), Quintus Aurelius Pactumeius Fronto (unbekanntes Datum, wohl in März und April) und Gaius Marius Marcellus Octavius Publius Cluvius Rufus (belegt für den 13. Juni, wohl in Mai und Juni). Üblich war zu jener Zeit eine Amtszeit von zwei Monaten. Mitglieder der kaiserlichen Familie hatten allerdings zuweilen den Konsulat nur am Anfang des Jahres für zwei Wochen in der ersten Januarhälfte inne, so auch Titus und Domitian im Jahr 80 – dies erklärt den Amtsantritt von Aelius Lamia und Didius Gallus am 14. Januar.
Über den Umgang Lamias mit der erzwungenen Scheidung sind zwei Anekdoten überliefert: Als Titus ihn dazu drängen wollte, erneut zu heiraten, habe er mit der Gegenfrage geantwortet, warum dieser sich nicht selbst wieder nach einer Frau umsehe. Als bei einer anderen Gelegenheit ein Freund nach einem gesanglichen Privatauftritt Lamias außerordentlich gute Stimme lobte, soll er geantwortet haben: „Ja, ich lebe enthaltsam.“ Im Jahr 81 kam jedoch der leicht reiz- und verletzbare Domitian nach dem Tod seines Bruders Titus an die Macht und ließ Lamia aufgrund dieser provokanten Äußerungen hinrichten. Der Satiriker Juvenal nennt Aelius Lamia in seinem Werk als herausragendes Beispiel für die Hochrangigkeit von Domitians Opfern.